# Narycia characota
Narycia characota är en fjärilsart som beskrevs av Edward Meyrick 1893. Narycia characota ingår i släktet Narycia och familjen säckspinnare. Inga underarter finns listade i Catalogue of Life.